# Kazuko Sawamatsu
Kazuko Sawamatsu (5 de enero de 1951) es una tenista profesional japonesa, retirada de la actividad. Junto a Ann Kiyomura, se convirtió en la primera mujer asiática en ganar un torneo de Grand Slam.
Alcanzó los cuartos de final del Abierto de Australia, del Torneo de Roland Garros y del Abierto de Estados Unidos en 1975. Ese mismo año ganó el Torneo de Wimbledon en categoría dobles junto a Ann Kiyomura.

## Finales de Grand Slam

### Dobles (1 título)
| Resultado | Año  | Torneo    | Superficie | Compañera    | Rivales                    | Marcador      |
| --------- | ---- | --------- | ---------- | ------------ | -------------------------- | ------------- |
| Ganadora  | 1975 | Wimbledon | Césped     | Ann Kiyomura | Françoise Dürr Betty Stöve | 7–5, 1–6, 7–5 |